# 153P/Икэя — Чжана
Комета Икэя — Чжана (153P/Ikeya–Zhang)  — периодическая комета, которая была независимо обнаружена 1 февраля 2002 года японским астрономом Каору Икэя, а спустя полтора часа китайским астрономом Дацином Чжаном в созвездии Цефея. Она была описана как диффузный объект яркостью до 8,5 m звёздной величины и слабой комой, до 3 угловых минут в поперечнике. Чуть позже об открытии кометы сообщил бразильский астроном Пауло Раймундо, наблюдавший её в свой 25-сантиметровый рефлектор, но он в список первооткрывателей уже не попал. 

Орбита кометы Икэя — Чжана и её положение в Солнечной системе
На фоне орбит внешних планет
На фоне орбит кометы Галлея и кометы Борелли

Комета интересна прежде всего крайне длительным периодом обращения вокруг Солнца, который по последним данным составляет 366,1 года. Несмотря на то, что это число значительно превышает значение в 200 лет, являющееся верхним пределом для  короткопериодических комет, она всё же получила свой порядковый номер в этом списке, поскольку удалось доказать факт её наблюдения в 1661 году польским астрономом Яном Гевелием. Таким образом, наличие данных о наблюдении кометы более чем в одно возвращение, делает комету Икэя — Чжана единственной короткопериодической кометой с таким большим периодом обращения.

## История наблюдений
Первые расчёты параболической орбиты появились уже ко 2 февраля. С интервалом примерно в час они были независимо выполнены Сюити Накано и Брайаном Марсденом. Накано основывал свои расчёты на 26 позициях полученных 1 и 2 февраля и определил дату перигелия 7 марта, а расстояние перигелия в 0,49 а. е. Марсден опубликовал очень похожую орбиту на основании 24 позиций, определив дату перигелий как 8 марта. После получения дополнительных позиций Накано к 3 февраля опубликовал расчёты пересмотренной орбиты, в которых использовались 52 позиции, а дата перигелия кометы сдвигалась на 18 марта. Также он отметил весьма сильное её сходство с позициями кометы C/1532 R1. К 15 марту стало очевидно, что параболическая орбита больше не соответствует движению кометы, — Марсден оценил период её обращения в 400 — 500 лет, также отметив её сходство с кометой 1532 года.
Однако, по мере поступления новых данных о положении кометы и корректировке её орбиты на их основе, расчётный период обращения кометы сокращался, а возможность отождествить её с кометой C/1532 R1 всё уменьшалась. К 21 февралю Сюити Накано совсем отказался от этой идеи, и нашёл, что более вероятна связь с другой кометой — C/1661 C1. На основании 7 довольно грубых оценок позиций кометы C/1661 C1, полученных в 1661 году, и данных о 264 положениях нынешней кометы, ему удалось рассчитать связующую эти два объекта орбиту. Дополнительные наблюдения, полученные к 25 февраля, лишь подтвердили его предположение. К этому времени период кометы оценивался в 367,44 года. Расчёты Марсдена, основывающиеся на 309 позициях кометы за период с 1 по 24 февраля, практически совпадали и давали период в 367,17 года.
Комета была открыта на подлёте к перигелию и по мере приближения к Солнцу, её яркость увеличивалась, но низкая высота над горизонтом и постепенное погружение в вечерние сумерки затрудняли наблюдение, как результат — оценки яркости у разных астрономов сильно разнились. Принимая средние значения этих оценок, можно предположить, что к 16 февраля комета превысила магнитуды 7,0 m, к 22 февраля стала ярче 6,5 m звёздной величины, а к 28 февраля достигла магнитуды 4,9 m и стала видна невооружённым глазом. В марте комета продолжала увеличивать яркость и к 12 числу имела магнитуду в 4,0 m, а во второй половине месяца, в момент прохождения перигелия достигла максимального значения в 3,3 m. В это же время размер хвоста увеличился до 4 ° градусов и произошло его разрушение. В последние нескольких дней марта наблюдатели сообщали о большей коме — до 10 угловых минут в поперечнике и продолжающемся росте пылевого хвоста.
В начале апреля яркость кометы некоторое время ещё держалась на прежнем уровне, но вскоре начала уменьшаться. К 1 мая магнитуда опустилась до 4,5 m, а длина хвоста сократилась до 2°, зато кома выросла до 20 угловых минут. К середине месяца магнитуда упала до 6,0 m, но размер комы ещё держался на уровне 15 угловых минут.